# DubVision
DubVision ist ein niederländisches DJ-Duo bestehend aus den Brüdern Stephan Leicher und Victor Leicher. Ihren ersten großen Erfolg feierten sie im Jahre 2012 mit dem Lied All By Myself. Mit ihrer Musik vertreten sie überwiegend das Genre Progressive-House, wobei einige ihrer Veröffentlichungen ebenfalls in den Bereich des Electro-House einzuordnen sind.

## Geschichte

### Kindheit & musikalischer Einfluss
Stephan und Victor wuchsen beide in den Niederlanden auf und wurden früh in den Bereich der Musik integriert. Grund dafür war, dass sie von ihren Eltern gezwungen wurden ein Instrument zu spielen, weshalb beide für über sieben Jahren das Klavierspielen erlernten. Sie reisten früh in unterschiedliche Länder, um dort musikalische Einflüsse aus verschiedenen Kulturen auf ihre eigene Musik zu sammeln Daraufhin begann Victor selber eigene Beats zu produzieren und es folgten erste Experimente mit elektronischer Musik, mit verschiedenen Computerprogrammen. Nachdem Steve die ersten Ergebnisse der Produktionen seines jüngeren Bruders auffielen wuchs auch sein Interesse für ähnliche Beschäftigungen und die sie beschlossen, als Duo fortzufahren.
Als musikalische Vorbilder bezeichnen sie zum einen Progressive-House-Legende Axwell sowie Alesso. Beide sollen mit der Musik, die sie produzieren, starken Einfluss auf das Duo haben. Bei der Produktion ihrer Lieder beginnen sie in der Regel mit einer einfachen Melodie, die eines der beiden Mitglieder auf ihren Keyboards spielt. Diese wird daraufhin mit einer zweiten Melodie ergänzt, die auf denselben Akkorden basiert. Der Rest ergibt sich meist durch den Stil des Liedes, sowie einer Vielzahl an Differenzen, die ausgeglichen werden müssen. Während Victor sich mehr auf den technischen Bereich der Produktion spezialisiert hat, übernimmt Stephan viel mehr Part der Konzeptausarbeitung.

### 2010–2012: Erste Plattenverträge & Stilfindung
Im Jahre 2010 wurde das niederländische Progressive-Trance-Label „The Sessions Recordings“ auf das Duo aufmerksam und begann mit ihnen zu kooperieren. Der Stil der Brüder entwickelte sich dort jedoch weniger in die Richtung, auf der er heute basiert, sondern viel mehr in den Bereich des Big-Beats oder Tech-House. Mit den dort veröffentlichten Liedern Milo Doesnt Care oder Keep On Movin machten sie sich in der Szene einen ersten Namen. Mit Live Life erschien im Sommer 2010 ein erster Track über das Plattenlabel „Baroque Back Catalogue“, wo ihre Track erstmals auf melodiösen Parts basieren. Zwischenzeitlich erschienen ebenfalls einige Lieder über die Labels „Rococo Records“ und „Armada Music“.
Mit dem 2011 veröffentlichten Remix zu Derek Howells Stride erschien ein erstes Progressive-House-angelehntes Release. Daraufhin erschien über „Zouk Recordings“ der Track The Arena, mit dem das Duo erstmals auch mehreren Kompilationen zu hören war und erstmaligen Erfolg feierten. Mit einem Remix zu The Real You des niederländischen DJs und Produzenten Dark Matters zusammen mit Jess Morgan veröffentlichten sie Anfang Februar 2012 über „Armada Music“ ein Stück, dessen Stil sich bei dem Duo einprägte und starken Einfluss auf ihre späteren Releases aufwies. Neben dem Progressive-House-Drop spielte hierbei auch ein Tech-House-Part eine Rolle, welcher ihren bisherigen Stil abdeckt. Durch dieses Release wurde ebenfalls das niederländische Erfolgs-Label „Spinnin’ Records“ aufmerksam und nahm das Duo bei sich auf.
Die Zusammenarbeit mit „Spinnin' Records“ erfolgte schnell und am 27. Februar 2012, somit nicht einmal einen Monat nach ihrem The-Real-You-Remix eine Überarbeitung ihres Liedes All By Myself. Dahinter verbirgt sich ein Vocal-Progressive-House-Track, dessen Gesangsspur auf dem Lied In This World des US-amerikanischen Produzenten Moby in Zusammenarbeit mit Sängerin Jennifer Price basieren. Auf einer Auswahl von Internetseiten wird All By Myself als ihre Debüt-Single beschrieben. Als Grund dafür lässt sich nennen, dass dieser Track der Beginn der Verwendung ihres späteren unverwechselbaren Stils gilt. Hierzu wurden Remixe der deutschen DJs Tujamo und David Jones beigesteuert.
Ab Frühjahr 2012 erschienen neben einigen, noch von früheren Projekten ausstehenden Releases auch eine Großzahl an Remixen, darunter zu dem Lied Disco Sun von feat. Pascal & Pearce sowie Juliet Harding, welcher insbesondere auf Musikplattformen wie SoundCloud oder YouTube ein großer Erfolg wurde und sehr auf sie aufmerksam machte. Als nächstes Release stand der Titel You & I an. Dieser entstand in Zusammenarbeit mit dem kanadischen DJ-Duo Project 46 sowie Sängerin Donna Lewis. Durch ihren Remix zu Disco Sun erhielten sie auch Aufmerksamkeit vom deutschen Plattenlabel „Kontor Records“, das sich an der Veröffentlichung dieses Tracks beteiligte. You & I wurde ein großer Erfolg und erhielt fast ausschließlich positives Feedback. Auf YouTube erhielt das Lied mehrere hunderttausende Aufrufe und steht auch auf Spotify nur knapp vor einer Million Plays.

### 2013: Erste große Erfolge & Kollaborationen
Im selben Jahr feierten sie auch ihr Debüt auf Axwells Plattenlabel „Axtone“. Dort erschien ihre Remix der Single Falling (Committed to Sparkle Motion) des schottischen EDM-Quartetts Discopolis. Im Herbst 2012 erschien die Single erstmals auf Beatport nur unter dem Titel Committed to Sparkle Motion. Im Mai 2013 folgte dann das Release unter vollem Titel. Bereits ab der ersten Veröffentlichung erhielt Mix starke Aufmerksamkeit und brachte das Duo, erstmals in die Beatport-Top-100. In der Kategorie Progressive-House rückten sie sogar in die Top-10 vor und zählt auf Spotify über 1,5 Millionen Plays.
Am 8. März 2013 veröffentlichten sie Redux wieder über „Spinnin' Records“. Mit Redux erreichten sie auf Beatport erstmals die Top-20. Einen Monat später erschien das Lied Into the Light, eine Kollaboration mit dem niederländischen Erfolgs-DJ Sander van Doorn sowie DJ-Duo Mako über sein „Spinnin'“-Sublabel „Doorn Records“. Into the Light gilt als einer ihrer erfolgreichsten Releases und erreichte nicht nur Platz drei der Beatport Top-100, sondern auch Nummer-eins in den Progressive-Charts. Für die Vocals sorgte die australische Singer-Songwriterin Marianna Bell. Das offizielle Musikvideo erreichte bei YouTube mittlerweile über eine Million Aufrufe. Auch kommerzielle war das Lied erfolgreich, zwar reichte es nicht für eine Platzierung in den offiziellen niederländischen Charts, aber für eine Position in den Tip-Charts.
Mit Triton, einer Zusammenarbeit mit Sunnery James und Ryan Marciano folgte die offizielle Hymne für das Dance-Valley-Festival 2013. Releasedate war der 16. August 2013. In den Beatport-Charts war die Single nicht weniger erfolgreich. Jedoch unterscheidet sich der Track von ihren Vorgängern, denn bei Triton handelt es sich nicht um ihren typischen Progressive-House-Stil, sondern um einer Mischung aus Tech- und Electro-House. Die Nachfolger Single Rifler erschien am 18. November 2013 über „Doorn Records“ und übertraf noch einmal den Erfolg einiger früherer Releases. Auch dieser Track basiert auf dem Genre Electro-House. Grund dafür war die zu diesem Zeitpunkt wachsende Popularität des Big-Room-House’.

### 2014: Tomorrowland & Genrevariationen
Im Herbst bis Winter 2013 begannen sie die Studioarbeiten mit dem ebenfalls niederländischen DJ-Duo Firebeatz. Daraus resultierte im Januar 2014 der Track Rockin’, mit dem sie einen weiteren Schritt in Richtung Big-Room machten. Das Ganze erschien im Auftrag von „Spinnin' Records“. Die beiden Duos rückten bis in die Top-5 der Beatport-Charts vor. Allerdings geriet DubVision aufgrund des Genre-Wechsels und dem starken Abbau an Qualität in Augen der Fans, stark in Kritik. Am 30. Mai 2014 legten sie jedoch mit dem Titel Hollow nach. Der Track basiert wieder auf ihrem typischen Progressive-House-Stil und insbesondere die Vocals, eines nicht genannten Sängers wurden hierbei gelobt. Der Track wurde ein großer Erfolg und fand Verwendung in zahlreichen Podcastfolgen anderer Musiker sowie hohe Beatport-Chartplatzierungen. Das offizielle Musikvideo zählt bis heute mehrere Millionen Aufrufe.
Passend zum Tomorrowland-Festival 2014 veröffentlichten sie eine Kollaboration mit dem ebenfalls niederländischen DJ und Produzenten Martin Garrix. Der Titel trug den Titel Backlash und erschien als sogenannte „Martin Garrix Edit“. Obwohl somit die Dominanz von Martin Garrix dargestellt werden sollte, wurde das Lied im typischen DubVision-Stil produziert. Nach Into the Light erreichten sie mit dieser Single erstmals wieder die niederländischen Tip-Charts und rückten erstmals bis auf Platz-eins der Beatport Top-100 vor. Es folgte ein Auftritt beim Tomorrowland in Belgien, wo sie ihre kommende Single Sun in Your Eyes zusammen mit Michael Brun und Sänger Tom Cane premierten. Jedoch erschien die Single nicht wie typisch über „Spinnin'“, sondern über Bruns eigenes Plattenlabel „Kid Coconut“. Zwar konnte das Lied nicht an den Erfolg von Hollow oder Backlash anschließen, holte dennoch viel Lob und Begeisterung der Fans ein.
Am 8. September 2014 erschien die offizielle Remix-Ep des Liedes Gold Skies von Sander van Doorn gemeinsam mit Martin Garrix und dem kanadischen Brüder-Duo Dvbbs. Darauf war auch ein Remix von DubVision zu finden. Zwar lässt sich das Original schon als Progressive-House-Track bezeichnet, jedoch versahen DubVision das Lied mit ihrem eigenen Stil und rückten damit bis auf Platz 15 der Genre-Charts auf Beatport vor. Des Weiteren wurde von „Spinnin.TV“ ein offizielles Musikvideo zu ihrer Version produziert, das neben einigen Szenen aus dem original Video das Duo bei einem ihrer Auftritte zeigt. Am 6. Oktober 2014 legten sie mit Destination nach. Hinter dem Lied verbirgt sich eine Kollaboration mit dem australischen DJ-Duo Feenixpawl sowie ein zweites Mal mit dem Plattenlabel „Axtone“. Parallel arbeiteten DubVision an einer weiter Solo-Single, die den Titel Turn Around trägt und als letzte Veröffentlichung des Jahres 2014 galt. Die Vocals von Turn Around sind nicht benannt, jedoch wurde die Single zu einem weiteren kommerziellen Erfolg und erreichte Platz 6 der Beatport Charts.

### 2015: Invincible & Heart
In das Jahr 2015 starteten sie mit dem Titel Broken, der neben ihrem typischen Progressive-House-Stil auch Charakterzüge des Electro-House aufwies. Auch hier wurde der Sänger nicht genannt. Es folgte die Zusammenarbeit mit der niederländischen Sängerin Ruby Prophet, die bereits durch Kollaborationen mit unter anderem Audien oder DBSTF bekannt ist. Daraus entstand als erstes das Lied Vertigo, das dem Duo einen Durchschnittserfolg brachte, jedoch entwickelte sich die zweite Zusammenarbeit mit Ruby, bei der ebenfalls ein weiteres Mal Firebeatz mitwirkten zu einem großen Erfolg. Das Lied mit dem Titel Invincible premierte das Duo in einer Instrumental-Version bereits am 10. Januar 2015 bei einem Auftritt im Club Magic in Polen. Die Vocals wurden erst bei ihren Studiosessions mit Ruby hinzugefügt. Der Electro-House-Track konnte nach starkem Support beim Ultra Music Festival 2015 in Miami bis auf Platz 8 der Beatport-Charts vorrücken und wurde nicht nur von Fans, sondern auch von zahlreichen DJ-Größen gelobt.
Am 10. August 2015 veröffentlichten DubVision die Single Heart, die bereits früh einen Einstieg in die Top-10 der Beatport-Charts feierte und dessen offizielles Musikvideo innerhalb von nur drei Tagen über eine halbe Million Mal aufgerufen wurde. Neben ihrem Progressive-House-Stil verwendeten sie ebenfalls die zu der Zeit beliebten Vocal-Cuts, deren Ursprünge bei Martin Garrix liegen und für deren Verwendung bereits einige andere Produzenten kritisiert wurden. Parallel erschien auch eine Vocal-Edit mit dem Titel I Found Your Heart, die von Emeni, die sich erstmals als Sängerin des Liedes Runaway (U&I) von Galantis einen Namen machte. Das Lied erhielt fast ausnahmslos positives Feedback.

## Mitglieder
- Stephan „Steve“ Leicher (* 25. Dezember 1981 in Rotterdam) studierte von 2005 bis 2008 Design und Architektur an der Technical University Delft.
- Victor Leicher (* 23. Februar 1989 in Gouda) studierte an der Hogeschool Utrecht.

## Diskografie

### EPs
2010:
- Flick Flux
- Digital Intercourse
- Into White

### Singles
2010:
- Keep on Moving
- Milo Doesn't Care

2011:
- Tune In On
- The Arena
- All by Myself

2012:
- DubVision and Project 46 feat. Donna Lewis - You & I

2013:
- Redux
- Into the Light (mit Sander van Doorn & Mako feat. Mariana Bell)
- Triton (Dance Valley 2013 Anthem) (mit Sunnery James & Ryan Marciano)
- Rifler

2014:
- Rockin’ (mit Firebeatz)
- Hollow
- Backlash (mit Martin Garrix)
- Sun in Your Eyes (mit Michael Brun)
- Destination (mit Feenixpawl)
- Turn It Around

2015:
- Broken
- Vertigo (mit Ruby Prophet)
- Invincible (mit Firebeatz feat. Ruby Prophet)
- Heart
- Yesterday Is Gone (mit Dash Berlin feat. Johnny Rose)

2016:
- Sweet Harmony
- Million Miles (feat. Denny White)
- Magnum
- Primer
- Under the Stars (mit Justin Oh)

2017:
- Geht's noch
- Satellites
- Hope to See You Soon
- Fall Apart
- Something Real (mit Nevve)
- Paradise
- New Memories (mit Afrojack)

2018:
- Keep My Light On
- Steal the Moon

### Remixe
2010:
- C-Jay & Shylock – Watch Closely
- Jon Kong – Elevate

2011:
- Hyline & Jaybeetrax – Disturb
- Derek Howell – Stride
- Glitter – Tageskarte
- Eddie Middle-Line – Sunset Feel

2012:
- DJ Becha – Goodbye
- Dark Matters & Jess Morgan – The Real You
- Sam Obernik & The Str8jackets – Love & Oxygen
- Syke’n’Sugarstarr & Jay Sebag – Like That Sound
- Pascal & Pearce – Disco Sun
- Discopolis – Falling (Committed to Sparkle Motion)

2013:
- Royaal & Venuto feat. AJ Smith - Summertime
- Afrojack – The Spark
- Avicii & Nicky Romero - I Could Be The One

2014:
- Icona Pop – Just Another Night
- Dimitri Vegas & Like Mike – Chattahoochee
- Foster the People – Coming of Age
- Sander van Doorn, Martin Garrix & Dvbbs feat. Aleesia – Gold Skies

2015:
- Dirty South feat. Sam Martin – Unbreakable
- Avicii - For a Better Day

2016:
- Nervo - Bullet Proof
- The Chainsmokers - Inside Out
- Afrojack - Hey

2017:
- Afrojack & David Guetta - Another Life
- Armin van Buuren ft. Olaf Blackwood - I Need You
- Martin Garrix ft. Dua Lipa - Scared to Be Lonely

2018:
- Martin Garrix ft. Khalid - Ocean